# 1684
Епоха великих географічних відкриттів •  Перша наукова революція • Річ Посполита •  Запорозька Січ •  Руїна

## Геополітична ситуація
Османську імперію очолює Мехмед IV (до 1687). Під владою османського султана перебувають Близький Схід та Єгипет, Середземноморське узбережжя Північної Африки, частина Закавказзя, значні території в Європі: Греція, Болгарія та Сербія. Васалами османів є Волощина та Молдова.
Священна Римська імперія — наймогутніша держава Європи. Її територія охоплює, крім німецьких земель, Угорщину з Хорватією, Богемію, Північну Італію. Її імператор — Леопольд I Габсбург (до 1705).
Габсбург Карл II Зачарований є королем Іспанії (до 1700). Йому належать Іспанські Нідерланди, південь Італії, Нова Іспанія, Нова Гранада та Нова Кастилія в Америці, Філіппіни. Королем Португалії є Педру II (до 1706). Португалія має володіння в Бразилії, в Африці, в Індії, в Індійському океані й Індонезії.
Північ Нідерландів займає Республіка Об'єднаних провінцій. Вона має колонії в Північній Америці, Індонезії, на Формозі та на Цейлоні. Король Франції — Людовик XIV (до 1715). Франція має колонії в Північній Америці. Король Англії — Карл II Стюарт (до 1685). Англія має колонії в Північній Америці, на Карибах та в Індії. Король Данії та Норвегії — Кристіан V (до 1699), король Швеції — Карл XI (до 1697). На Апеннінському півострові незалежні Венеційська республіка та Папська область. Король Речі Посполитої — Ян III Собеський (до 1696) . Формально царями Московії є Іван V (до 1696) та Петро I, фактичну владу тримає в своїх руках регентка Софія Олексіївна.
Україну розділено по Дніпру між Річчю Посполитою та Московією. Діють три гетьмани: Теодор Сулименко (османський протекторат) та Андрій Могила (польський протекторат) на Правобережжі , Іван Самойлович (московський протекторат) на Лівобережжі. На півдні України існує Запорозька Січ. Існують Кримське ханство, Ногайська орда.
В Ірані правлять Сефевіди.
Значними державами Індостану є Імперія Великих Моголів, в якій править Аурангзеб, Біджапурський султанат, султанат Голконда, Імперія Маратха. В Китаї править Династія Цін. В Японії триває період Едо.

## Події

### В Україні
- Похід Куницького на Правобережжя і Молдову завершився поразкою і смертю гетьмана.
- Гетьманом Ханської України призначено Теодора Сулименка.
- Після вбивства Стефана Куницького гетьманом Правобережної України став Андрій Могила.
- Відновлення козацтва на Правобережній Україні Яном Собеським.

### У світі
- Велика турецька війна.
  - 5 березня при посередництві папи Інокентія XI створено Священну лігу — військовий союз для боротьби проти Османської імперії.
  - 25 квітня Венеційська республіка почала Морейську війну проти Османської імперії. 6 серпня венеційці захопили Лефкаду, 25 вересня — місто Превеза.
  - 16 червня імперські війська відбили в османів Вишеград. Почалося звільнення від османів Угорщини та Славонії.
  - 28 червня герцог Лотарингії Карл V взяв Вац.
- Французький адмірал Авраам Дюкен обстріляв Геную за наказом французького короля, який бажав відколоти місто від Іспанських володінь.
- Французький маршал Франсуа де Крекі захопив Люксембург.
- Війна між Францією та Іспанію завершилася укладенням у Регенсбурзі сепаратних мирних угод з Іспанією та Священною Римською імперією.
- Завершилася війна між Ладакхом та Тибетом, в яку активно втручалася імперія Великих Моголів. Незалежність Ладакху була сильно обмежена.

### Наука та культура
- У січні відбулася зустріч між Едмондом Галлеєм, Крістофером Реном та Робертом Гуком, на якій Гук заявив, що відкрив не тільки закон обернених квадратів, а й закони руху планет.
- 10 грудня Едмонд Галлей представив перед Лондонським королівським товариством вивід Ісаака Ньютона законів Кеплера, поданий у листі «De motu corporum in gyrum».
- Англійський король Карл II дарував титул герцога Сент-Олбанс Чарлзу Боклерку, своєму нелегальному синові, якого йому народила актриса Нелл Гвін.
- Японський поет Іхара Сайкаку склав за добу 23 з половиною тисячі віршів.
- Британська Ост-Індійська компанія отримала дозвіл на відкриття торгового пункту в Кантоні. Англійці призвичаїлися до чаю.

## Народились
див. також Категорія:Народились 1684

## Померли
див. також Категорія:Померли 1684
- 12 квітня — У Кремоні на 88-у році життя помер Ніколо Аматі
- 1 жовтня — У Парижі у віці 78-и років помер П'єр Корнель